# Saki Nakajima (cantante)
Saki Nakajima (中島 早貴?, Nakajima Saki; Saitama, 5 febbraio 1994) è una cantante e ballerina giapponese, nota come membro dell'Hello! Project e del gruppo Cute.

## Carriera

### Gli inizi
Saki entrò a far parte dell'Hello! Project nel 2002. Da allora prese lezioni di canto e ballo a livello professionale. Nel 2004 venne formato il gruppo delle Berryz Kobo, ma Saki non fu scelta. L'anno successivo, tuttavia, entrò nel gruppo delle Cute, gruppo che ha ufficialmente debuttato solo nel 2006, mentre nel 2007 ha pubblicato il primo singolo.

### Dal 2007 in poi
Dal 2007 Saki entra a far parte del gruppo Athena & Robikerottsu, insieme a Risa Niigaki, Aika Mitsui, entrambe nelle Morning Musume, e Chisato Okai, sua compagna nelle Cute. Nel 2009 entra nel gruppo Guardian 4. Durante la tournée del 2010, Saki si dislocò l'anca e dovette stare a riposo per diverso tempo.